# 916
916 (CMXVI) je bilo prestopno leto, ki se je po julijanskem koledarju začelo na ponedeljek.

## Dogodki
- 1. januar

## Smrti
- Sveti Kliment Ohridski (* okrog 840)